# Aek Tiga
Aek Tiga is een bestuurslaag in het regentschap Padang Lawas van de provincie Noord-Sumatra, Indonesië. Aek Tiga telt 1695 inwoners (volkstelling 2010).